# Fireman
Fireman è un singolo del rapper statunitense Lil Wayne, pubblicato il 6 dicembre 2005 come primo estratto dall'album Tha Carter II.

## Tracce
12" Universal Records B0005621-11
1. Fireman (Main) - 4:25
2. Fireman (Radio Edit) - 4:23
3. Fireman (Instrumental) - 4:22
4. Fireman (Acappella) - 4:13

## Classifiche
| Classifica (2005)          | Posizione Più alta |
| -------------------------- | ------------------ |
| U.S. Billboard Hot 100     | 32                 |
| U.S. Hot R&B/Hip-Hop Songs | 15                 |
| U.S. Hot Rap Tracks        | 10                 |
| U.S. Pop 100               | 43                 |